# Piper infossibaccatum
Piper infossibaccatum là một loài thực vật có hoa trong họ Hồ tiêu. Loài này được A. Huang miêu tả khoa học đầu tiên năm 1990.